# Agylla delicia
Agylla delicia är en fjärilsart som beskrevs av William Schaus 1905. Agylla delicia ingår i släktet Agylla och familjen björnspinnare. Inga underarter finns listade i Catalogue of Life.